# Margarete Hahne
Margarete Hahne, auch Margarete Kauschke, (geboren als Margarete Lux, 21. Juli 1898 in Breslau; gestorben 3. September 1973 in Berlin) war eine deutsche Kommunistin.

## Leben
Margarete Lux machte eine kaufmännische Lehre und arbeitete in Breslau als Stenotypistin. Sie trat der Handlungsgehilfinnen-Gewerkschaft bei und 1917 der USPD. Sie heiratete 1919 den Arbeiter Ferdinand Valentin Hahne und hatte eine 1920 geborene Tochter. Ab 1919 arbeitete sie als Sekretärin beim USPD-Organ Schlesische Arbeiter-Zeitung, die 1921 zur KPD-Zeitung wurde. Hahne trat zur KPD über und nahm in der Partei verschiedene Aufgaben wahr. Im Beruf war sie von 1924 bis 1929 Korrespondentin bei einer Tuchfirma in Breslau.
Hahne war 1926 Mitgründerin des Roten Frauen und Mädchenbundes (RFMB) und wurde dessen Führerin in Schlesien. 1928 wurde sie Mitglied der Bezirksleitung der KPD und Leiterin der Frauenarbeit im Bezirk. Für die KPD kandidierte sie 1928 erfolglos für den Preußischen Landtag, wurde aber in die Stadtverordnetenversammlung in Breslau gewählt. Auf dem XII. Parteitag der KPD 1929 wurde sie Mitglied des Zentralkomitees der KPD. Sie zog nach Berlin, arbeitete als Sekretärin der kommunistischen Arbeitsgemeinschaft sozialpolitischer Organisationen (ARSO) und ab 1932 als Gewerkschaftssekretärin beim RGO-Textilarbeiterverband.
Nach der Machtübergabe an die Nationalsozialisten flüchtete Hahne im September 1933 ohne ihren Ehemann in die ČSR, wo sie an einer Zeitung mitarbeitete, die nach Deutschland geschleust wurde.
1938 emigrierte Hahne nach Frankreich, wo sie Kontakt zum Kreis um Willi Münzenberg hatte, und dadurch in Opposition zur Parteilinie geriet, zumal, angeblich ohne ihr Wissen, sie einen Aufruf unterschrieb, der in Münzenbergs Zeitung Zukunft erschien.
In Frankreich wurde Hahne bei Kriegsausbruch zwei Monate in Versailles inhaftiert und wurde dann als feindlicher Ausländer im Lager Gurs und von 1943 bis 1945 in Yenne interniert. 1940 wurde sie aus der KPD ausgeschlossen. Ihr neuer Lebenspartner, der ebenfalls emigrierte kommunistische Funktionär Karl Kauschke (1892–1973), wurde 1942 als Zwangsarbeiter nach Deutschland deportiert und arbeitete in Potsdam, nach Kriegsende war er zunächst von der SMAD in der Kommunalverwaltung von Potsdam als Dezernent für Post, Telegraphie und Verkehr eingesetzt, dann aber vom NKWD verhaftet und zu zehn Jahren Zuchthaus verurteilt und erst 1952 freigelassen. Hahne und Kauschke heirateten 1958.
Hahne konnte durch Vermittlung französischer Gewerkschafter Anfang 1946 nach Deutschland zurückkehren. Sie arbeitete in Berlin-Köpenick im Kaufhaus des Ostens und in Berlin-Prenzlauer Berg in der Sozialfürsorge. Wegen der Inhaftierung Kauschkes trat sie nicht der SED bei. Ende 1948 übersiedelte sie nach Berlin-Wedding und wurde 1951 in West-Berlin Mitglied der SPD. Hahne trat politisch nicht mehr hervor, sondern engagierte sich in der Fürsorgearbeit.